# جلمود

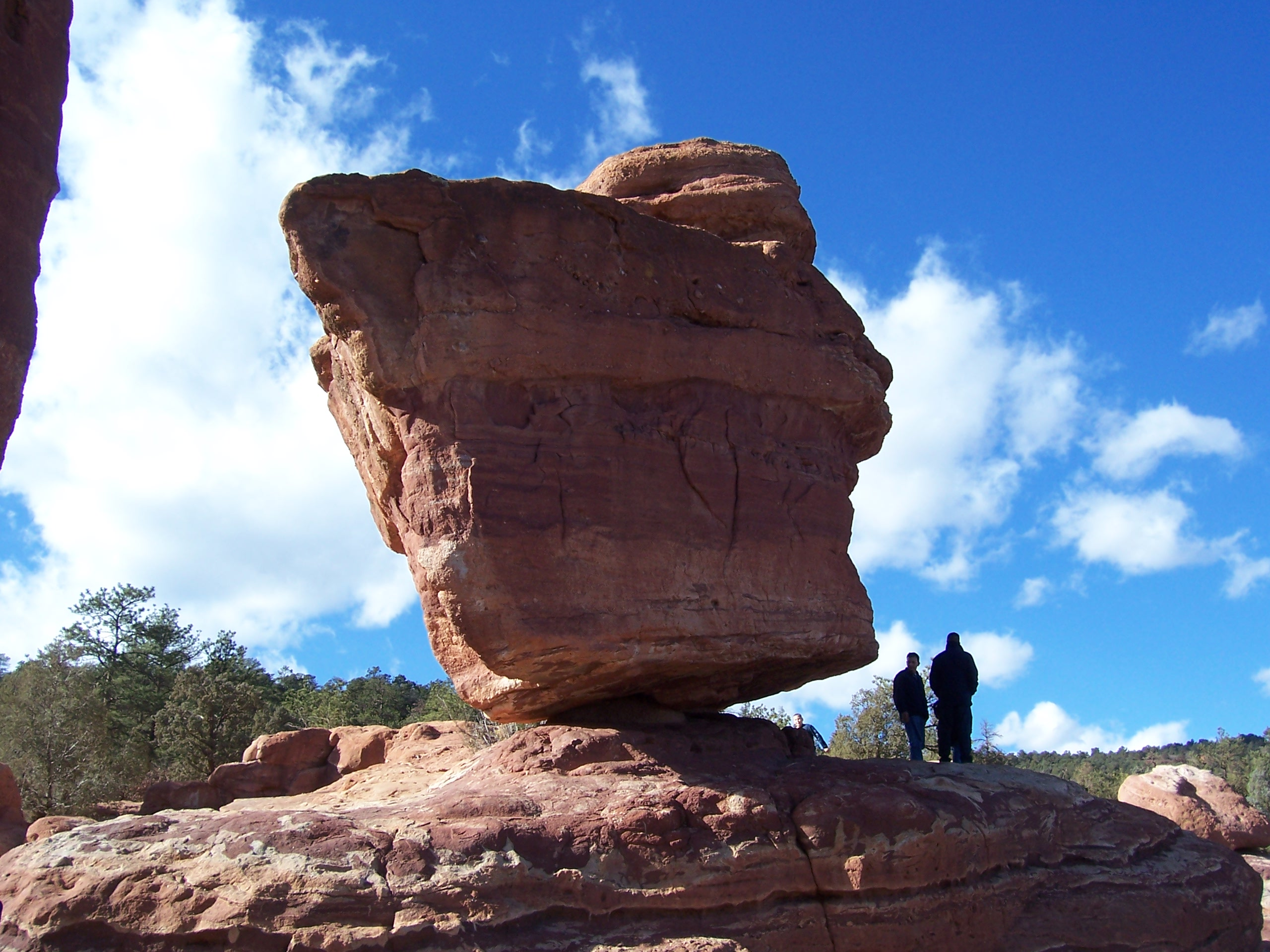
جلمود في إحدى الحدائق في ولاية كولارادو الأمريكية.

الجُلْمود في علم الجيولوجيا هو صخر ضخم متكور، ويكون عادة قطر حجم حبيبات التربة ليس بأقل من 256 مم (10 بوصة).